# Kościół Oskara w Sztokholmie
Kościół Oskara w Sztokholmie (szw. Oscarskyrkan) – kościół parafialny szwedzkiego kościoła ewangelicko-luterańskiego. Jest położony przy ulicy Narvavägen 6 w sztokholmskiej dzielnicy Östermalm.
Kościół Oskara został wzniesiony według planów architekta Gustawa Hermanssona. Konsekracja świątyni miała miejsce w 1903.
Kościół jest dzisiaj szeroko znany m.in. z działalności muzycznej – głównie w zakresie muzyki poważnej; działają przy nim chóry i szkółki muzyczne dla najmłodszych.
Kościół ma status zabytku sakralnego według rozdz. 4 Kulturminneslagen (pol. Prawo o pamiątkach kultury) ponieważ został wzniesiony do końca 1939 (3 §).

## Historia
Kościół otrzymał wezwanie na cześć króla Oskara II w związku z jubileuszem 25-lecia wstąpienia na tron. 11 grudnia 1897 położono kamień węgielny pod budowę świątyni.
Zewnętrzny wygląd kościoła jest zasadniczo taki sam jak 1903, wnętrze natomiast przeszło liczne zmiany, jako że neogotycka koncepcja świątyni była od początku przez wielu krytykowana.

## Architektura
Kościół został wzniesiony z jasnoszarego wapienia w stylu angielskiego neogotyku jako kościół halowy, trzynawowy na planie krzyża z krótkimi ramionami i prosto zakończonym chórem, podobnie jak w przypadku kościołów angielskich. Nad nawą główną wznosi się sklepienie z zaznaczonymi żebrami. Nawy boczne oddziela od nawy głównej rząd granitowych, czerwonawych kolumn oraz ciągnące się wzdłuż empory.
Od południowej strony kościoła wznosi się wieża o wysokości 76 m.
W kościele miały miejsce dwie renowacje. Pierwsza, z lat 1921–1922, przeprowadzona była pod kierownictwem Larsa Israela Wahlmana. Zastąpiono wówczas pierwotne, szklane okna oknami z witrażami, wykonanymi przez norweskiego artystę, Emanuela Vigelanda. Praca nad nimi zajęła mu trzy lata. W 1929 roku witraże były już oprawione w 33 oknach kościoła. Vigeland inspirował się malarstwem średniowiecznym, zwłaszcza tym pochodzącym z katedr francuskich, głównie z Katedry w Chartres. Ideą przewodnią malowideł było ukazanie, jak ukryte proroctwa Starego Testamentu ujawniają się w Nowym Testamencie. W oknie ołtarzowym artysta użył wadliwego materiału, wskutek czego szkło ściemniało, jest to widoczne zwłaszcza, gdy do środka wpadają promienie słoneczne.
W nawie środkowej dokonano wymiany czterech mosiężnych, błyszczących koron na trzy duże korony dębowe z podświetleniem, przez co są one lepiej widoczne na tle sklepienia.
Obecna marmurowa ambona pochodzi również z okresu pierwszej renowacji; zachowała jednak pierwotny baldachim.
W latach 1954–1956 dokonano drugiej renowacji wnętrza świątyni pod kierownictwem Otara Hökerberga. Usunięto wówczas malowidła ze sklepień.
Na wschodnich ścianach empor umieszczono osiem rzeźb Gunnara Torhamna, które pierwotnie umieszczone były na kapitelach kolumn nawy głównej.

## Wystrój wnętrza

### Organy
Organy kościelne, jedne z największych w Szwecji, były pierwotnie wykonane w 1949 przez renomowaną firmę Marcussen & Søn z Aabenraa, w Danii. Zostały one następnie przebudowane w 1980 przez inną duńską firmę Bruno Christensen & Sønner z Tinglev i mają obecnie 78 głosów podzielonych na 4 manuały i pedał.

### Ołtarz

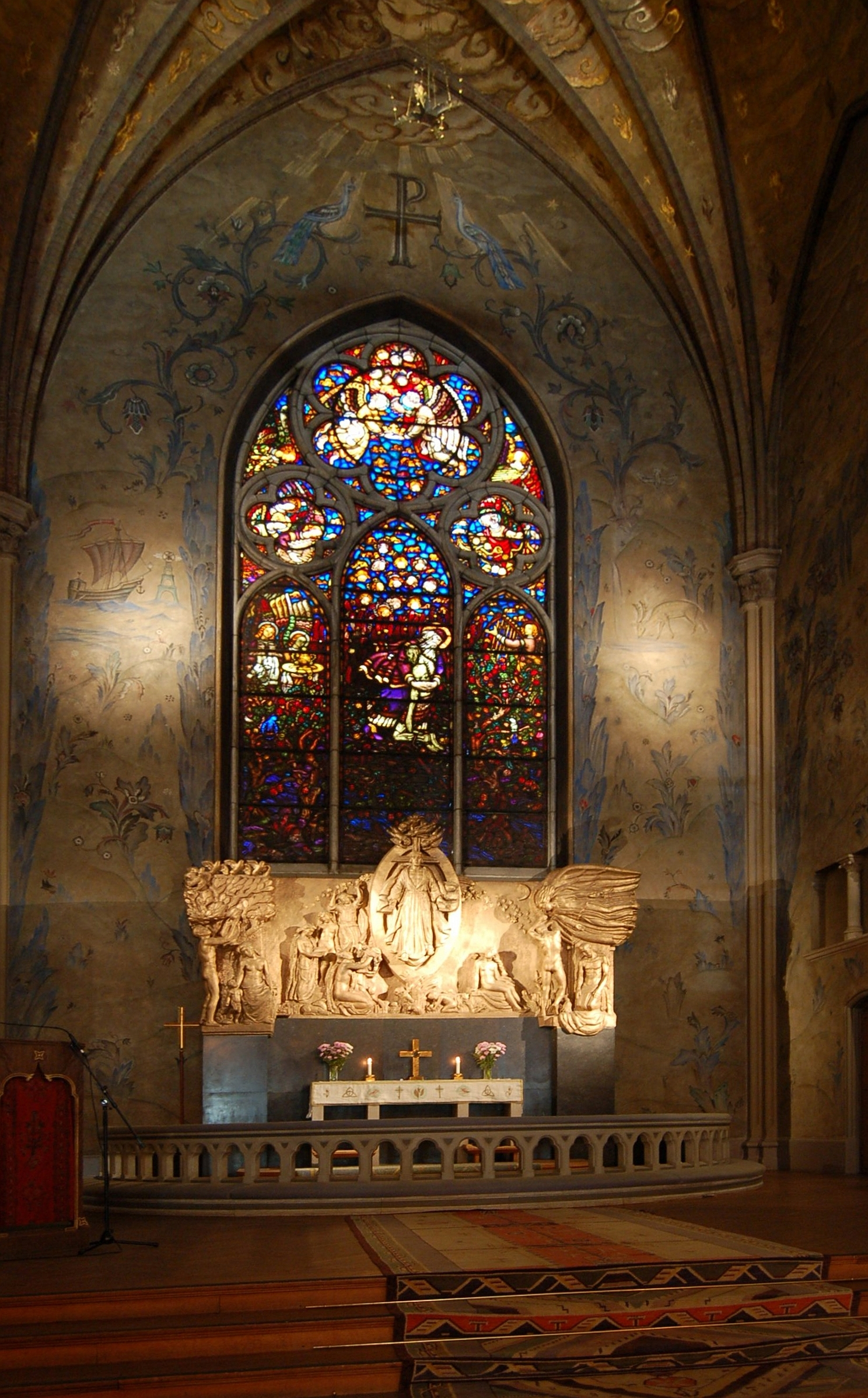
Ołtarz w kościele Oskara w Sztokholmie

Pierwotny, neogotycki ołtarz Hermanssona został zastąpiony podczas drugiej renowacji nowym, wykonanym z brązu i pozłoconym, autorstwa rzeźbiarza Johna Lundqvista.
Ołtarz ten wzoruje się na późnośredniowiecznych, prostokątnych poliptykach choć sam ma formę jednolitej płaskorzeźby, uzupełnionej figurami wolno stojącymi, ukazującymi życie i śmierć. W centrum ołtarza znajduje się Chrystus triumfujący, ubrany w mandorlę, otoczony modlącymi się ludźmi i zwierzętami. Na lewo, pod Drzewem Życia są umiejscowieni: mężczyzna, kobieta i dziecko. Po prawej stronie widać jednego mężczyznę odwróconego plecami i drugiego, klęczącego, ze spuszczona głową. Nad nimi unosi się anioł śmierci w rozwianej sukni i z rozpostartymi skrzydłami.
Przed ołtarzem zachowała się oryginalna balustrada z 1903, autorstwa Hermanssona.

### Chrzcielnica
Obecna chrzcielnica jest wykonana z oszlifowanego matowo marmuru z Brunflo. Wykonana została w 1957 przez Johna Lundqvista dla nowej kaplicy chrzcielnej. Jej okrągły zbiornik jest pokryty u góry szerokim fryzem ozdobionym z dwóch stron reliefami, z których jeden przedstawia gołąbka a drugi – monogram Chrystusa.

### Malowidła ścienne
Podczas pierwszej renowacji w latach 1921–1922 malarz Filip Månsson pokrył chór i sklepienia stylowymi malowidłami, nawiązującymi do tradycji kurbits (szwedzkiej, dekoracyjnej sztuki malarskiej, wywodzącej się z okolic Dalarny. Było to świadome założenie, mające nadać wystrojowi kościoła narodowy styl. Do naszych czasów zachowały się jedynie malowidła na chórze.